# Skip Lievsay
Skip Lievsay es un mezclador, editor de sonido y diseñador de sonido de Nueva York, ganador del Premio Oscar y conocido por su trabajo en películas de directores como los hermanos Coen, Martin Scorsese, Jonathan Demme y Robert Altman.
En enero de 2007, recibió dos nominaciones a los Premios Oscar —mejor sonido y mejor edición de sonido— por su trabajo en No Country for Old Men de los hermanos Coen. En 2011, fue nominado en las mismas categorías por la cinta True Grit. En 2014, ganó el Oscar al mejor sonido por Gravity; también estuvo nominado en la misma categoría por Inside Llewyn Davis.

## Premios y nominaciones
Premios Óscar
| Año  | Categoría               | Película               | Resultado |
| ---- | ----------------------- | ---------------------- | --------- |
| 2008 | Mejor sonido            | No Country for Old Men | Nominado  |
| 2008 | Mejor edición de sonido | No Country for Old Men | Nominado  |
| 2011 | Mejor sonido            | True Grit              | Nominado  |
| 2011 | Mejor edición de sonido | True Grit              | Nominado  |
| 2014 | Mejor sonido            | Inside Llewyn Davis    | Nominado  |
| 2014 | Mejor sonido            | Gravity                | Ganador   |
| 2019 | Mejor sonido            | Roma                   | Nominado  |
| 2019 | Mejor edición de sonido | Roma                   | Nominado  |

Premios BAFTA
| Año  | Categoría    | Película                     | Resultado |
| ---- | ------------ | ---------------------------- | --------- |
| 1992 | Mejor sonido | El silencio de los inocentes | Nominado  |
| 2008 | Mejor sonido | No Country for Old Men       | Nominado  |
| 2011 | Mejor sonido | True Grit                    | Nominado  |
| 2014 | Mejor sonido | Inside Llewyn Davis          | Nominado  |
| 2014 | Mejor sonido | Gravity                      | Ganador   |